# Miroslav Kostadinov
Miroslav Dimov Kostadinov (em cirílico: Мирослав Димов Костадинов), mais conhecido pelo nome artístico Miro (em cirílico: Миро), é um cantor pop búlgaro.
Miro tornou-se internacionalmente conhecido ao representar seu país no Festival Eurovisão da Canção 2010, com o single "Angel Si Ti". No entanto, apesar do relativo êxito deste na Europa, o cantor concentrou sua carreira na Bulgária, onde obteve diversos sucessos.

## Biografia
Miro nasceu na cidade búlgara de Dobrich, em 1976. Aos cinco anos de idade, os seus pais ofereceram-lhe o seu primeiro piano, tendo-se imediatamente tornado um autodidata na composição e interpretação musical.
O seu talento musical foi rapidamente notado na escola, o que levou a sua educadora de infância aconselhar os seus progenitores a desenvolver as habilidades musicais de Miro. É nesta altura que conheceu o compositor búlgaro Parashkev Hadjieve, que se tornou seu professor particular e o seu grande mentor.
Alguns anos depois de iniciar os seus estudos com Hadjieve, Miro decidiu dedicar-se à interpretação vocal, tendo concorrido a numerosos festivais, nacionais e internacionais, tendo ganho numerosos prémios, quer ao nível da interpretação vocal, quer na composição musical.

### KariZma
Em 1999, conheceu Galina Kurdova, com quem formou o duo KariZma, tocando num bar búlgaro muito popular, o Opera. Dois anos após a formação, conheceram o compositor Mitko Shterev, que os ajudou na composição, produção e gravação do seu primeiro single "Riskivam da te imam". A edição do mesmo ocorreu em 2001, tendo-se tornado um hit instantâneo, sendo tocado constantemente nas rádios búlgaras. 
Dada a grande popularidade do duo, entre 2001 e 2003 trabalharam em parceria com grandes nomes da música búlgara, nomeadamente Maria Ilieva, Santra, Spens, Ava, entre outros. Devido ao tempo gasto com todas estas colaborações, é apenas no final de 2003 que editaram o seu segundo single "Shte izbiagam li ot teb" – que os consagra definitivamente na cena pop local. A este seguem-se "Mr. Killer" (2004) e "Minavash prez men" (2005), temas bastante aclamados pela crítica e pelo público.
Em 2006, editaram o seu tão desejado CD de estreia Eklisiast, contendo todos os temas previamente editados e o tema solo "Niakoga predi" por Miro. A canção passou medianamente percebida junto do grande público, não alcançado mais do que a 39ª posição na tabela de vendas nacionais.
Durante 2007, o duo concentrou-se em suas carreiras solo, não apresentando-se mais junto desde então.

### Carreira solo
O pouco impacto do início da sua carreira solo não desmotivou Miro, que gravou nos anos seguinte os temas "Radio on" e "Nirvana", este último em parceria com Mike Johnson. Apesar de mais populares, não chegaram a ter o impacto do sucesso dos dias vividos juntos a Galina.
Mas em 2009, tudo muda quando editou o seu single "Gubya kontrol kogato", que se tornou rapidamente um grande sucesso de crítica e público, alcançando o primeiro lugar do top de vendas em apenas duas semanas. Seguem-se "Avgust e Septemvri" e "Ubivame s lbov", que trilham o caminho realizado pelo trabalho anterior.
Com estes três sucessos em carteira, em setembro de 2009, Miro iniciou a gravação de seu CD de estreia Omirotvoren, editado ao final do ano. O álbum é muito bem acolhido pelo público, elevando Miro ao status de estrela da música pop búlgara.
Por esta altura, Miro é convidado a representar o seu país no ESC, o que aceita com grande honra.

### Festival Eurovisão da Canção
A 18 de outubro]] de 2009, a Televisão Nacional da Bulgária, depois de várias semanas de conversações, confirmou o seu representante para o Festival Eurovisão da Canção 2010, realizado em Oslo, na Noruega. Miro foi o escolhido entre sete concorrentes, internamente, e participou num espetáculo televiso para que o público búlgaro escolhesse a música que queria que o cantor levasse a Oslo. O espetáculo ocorreu em janeiro de 2010. Miro já havia tentado representar o país em 2007 e 2009, perdendo das duas vezes na selecção nacional, que na época não era interna.
São muitos os temas compostos para Miro, acabando por ser "Angel si ti" a canção selecionada para representar a Bulgária em Oslo. Miro participou do Eurovisão, mas não passou da primeira fase, embora a música tenha alcançado o #1 nas rádios búlgaras.

### Pós-Eurovisão
Em novembro de 2010, Miro lançou "POWER", seu primeiro single oficial em inglês. A música teve também um videoclipe gravado, influenciado visualmente pela estética do construtivismo russo. 
Em julho de 2011, um novo single em búlgaro foi lançado, "Slagam krai", em parceria com a cantora Nevena e o rapper Krisko, atingindo o #1 na Bulgária. Em 2013, o single "Suvenir" foi sucesso no país, seguido por "Sensation of Love". Entre 2013 e 2014, Miro foi jurado na versão búlgara do programa de TV The Voice. Em 2015, ele realizou o concerto Messiah, lançado em vídeo.
Em 2017, Miro assinou com o selo búlgaro Riva Sound, lançando o single "Galabo", que foi mais um êxito em seu país. Entre 2018 e 2020, ele lançou diversos singles em búlgaro, atingindo novamente as paradas.
Em 2021, o cantor lançou o álbum Mirogled, o segundo de sua carreira. Em 2023, sai finalmente a primeira coletânea de sucessos do cantor, intitulada "46", com seus maiores êxitos ao logo de 15 anos, entre 2007 e 2022.

## Discografia

### Álbuns
- 2006: Eclesiastic - com KariZma
- 2008: Omirotvoren
- 2011: Slagam krai - EP
- 2015: Messiah - ao vivo
- 2021: Mirogled
- 2023: 46 - coletânea

### Singles
| Ano  | Título                                | Posição  |             |             |
| Ano  | Título                                | Bulgária | Álbum       |             |
| ---- | ------------------------------------- | -------- | ----------- | ----------- |
| 2007 | "Niakoga Predi"                       | 39       | Álbum       | Eclesiastic |
| 2008 | "Nirvana" (com Mike Johnson)          | 3        | Single      |             |
| 2008 | "Radio On"                            | 20       | Omirotvoren |             |
| 2009 | "Gubya Kontrol, Kogato"               | 1        | Omirotvoren |             |
| 2009 | "Avgust E Septemvri"                  | 1        | Omirotvoren |             |
| 2009 | "Ubivame S Lubov"                     | 1        | Omirotvoren |             |
| 2010 | "Omirotvoren"                         | 16       | Omirotvoren |             |
| 2010 | "Angel si ti"                         | 1        | Single      |             |
| 2010 | "POWER"                               | 4        | Single      |             |
| 2011 | "Slagam Krai" (com Krisko e Nevena)   | 1        | Single      |             |
| 2012 | "Vurxa Na Planinata"                  | 9        | Single      |             |
| 2013 | "Suvenir"                             | 16       | Single      |             |
| 2013 | "Sensation of Love"                   | 15       | Single      |             |
| 2014 | "Deca"                                | 34       | Single      |             |
| 2014 | "Skochi Nad Men" (com Dim4Ou)         | 6        | Single      |             |
| 2015 | "Alelujah & Amen"                     | 28       | Messiah     |             |
| 2015 | "Kato Svatbena Halka"                 | -        | Messiah     |             |
| 2016 | "Ima Smisŭl"                          | 22       | Single      |             |
| 2016 | "Dotchupi Sartseto Mi"                | -        | Single      |             |
| 2017 | "Reverse"                             | -        | Single      |             |
| 2017 | "Galabo"                              | 4        | Single      |             |
| 2018 | "Plamnali Dushi" (com Tedi Kacarova)  | 10       | Single      |             |
| 2018 | "Pesen Za Teb"                        | 22       | Single      |             |
| 2018 | "Losho Skroen"                        | 12       | Single      |             |
| 2018 | "Eí Taka" (com Trio Solrano)          | -        | Single      |             |
| 2018 | "Pechat Ot Mojata Dusha"              | 17       | Single      |             |
| 2019 | "Navisoko" (com Kojna Ruseva)         | 30       | Single      |             |
| 2019 | "Ti Zashto Si Tuk" (com Kojna Ruseva) | 35       | Single      |             |
| 2020 | "Pepel"                               | 25       | Mirogled    |             |
| 2020 | "Ochite"                              | 33       | Mirogled    |             |
| 2020 | "Og'n"                                | 28       | Mirogled    |             |
| 2021 | "D'zhd't"                             | 13       | Mirogled    |             |
| 2021 | "Sam" (com Ventsislavoff)             | 18       | Single      |             |
| 2022 | "S'dbi"                               | 20       | Single      |             |
| 2022 | "Poveche"                             | 1        | 46          |             |

## Ligações Externas
- Página oficial no Facebook (em búlgaro)
- Site oficial (em búlgaro)